# Cenicera
Cenicera är en ort i Mexiko.   Den ligger i kommunen Mexquitic de Carmona och delstaten San Luis Potosí, i den centrala delen av landet, 400 km nordväst om huvudstaden Mexico City. Cenicera ligger 2 160 meter över havet och antalet invånare är 144.
Terrängen runt Cenicera är kuperad åt nordost, men åt sydväst är den platt. Runt Cenicera är det ganska tätbefolkat, med 54 invånare per kvadratkilometer. Närmaste större samhälle är Ahualulco, 16,4 km norr om Cenicera. Omgivningarna runt Cenicera är i huvudsak ett öppet busklandskap.